# Kafougouna Koné
Kafougouna Koné (Fourou, Sudán francés, 1944 – Bamako, Malí, 10 de marzo de 2017) fue un político, diplomático y militar maliense. Se desempeñó como ministro de Defensa de 1991 a 1992 durante la transición del país a la democracia. Durante la Guerra de la Franja de Agacher de diciembre de 1985, comandó un «Groupement Opérationnels Tactiques» (Grupo Operativo Táctico) durante la ofensiva de Malí contra Burkina Faso.

## Biografía
Kafougouna Koné se desempeñaba como jefe de Estado Mayor del Ejército en el momento del golpe de Estado de 1991 en Malí que derrocó a la dictadura del presidente Moussa Traoré. A raíz del golpe, fue nombrado ministro de Defensa de 1991 a 1992 durante la transición de Malí a la democracia.
En 1992, fue nombrado embajador de Malí en China. Regresó a Malí tras el final de su cargo diplomático y fue nombrado jefe de la oficina electoral en 2001.
El 16 de octubre de 2002, asumió el puesto de ministro de Administración Territorial y Autoridades Locales dentro del gobierno del primer ministro Ahmed Mohamed ag Hamani. Mantuvo este puesto durante los sucesivos gobiernos de los primeros ministros: Ousmane Issoufi Maïga (2004-2007), Modibo Sidibé (2007-2009, 2009-2011) y Cissé Mariam Kaïdama Sidibé (2011-2012). En 2006, fue el representante del gobierno de Malí en los Acuerdos de Argel que pusieron fin a la rebelión tuareg de 2006.
Murió en Bamako el 10 de marzo de 2017, a la edad de 73 años y fue enterrado en el cementerio de Niamakoro con todos los honores militares. Entre los dignatarios que asistieron a su funeral se encontraban el presidente Ibrahim Boubacar Keïta y el expresidente Dioncounda Traoré, así como ex primeros ministros, oficiales militares, ministros del gobierno y gobernantes tradicionales de la región de Bamako.

## Condecoraciones
Koné recibió la Cruz al Valor Militar de Malí y fue Oficial de la Orden Nacional y Comandante de la Orden Nacional de Malí. En 2006, fue elevado a Gran Oficial de la Orden Nacional de Malí.